# 王全书
王全书（1945年—），男，河南长垣人，中华人民共和国政治人物。

## 生平
1963年，毕业于河南大学中文系。1968年，在中国人民解放军8181部队服役。1973年，任中共河南省委办公厅秘书，此后改任河南省计委经济研究所所长。1988年，任河南省计经委副主任。1991年，改任中共河南省平顶山市委副书记、市长。1993年，升任中共河南省委秘书长，后兼任中共河南省委常委。2000年，任中共河南省委副书记。2006年至2011年，任河南省政协主席。